# Euphorbia gottlebei
Euphorbia gottlebei es una especie fanerógama perteneciente a la familia de las euforbiáceas. Es endémica de Madagascar en la Provincia de Toliara. Su hábitat natural son las áreas rocosas. Está amenazada por la pérdida de hábitat.

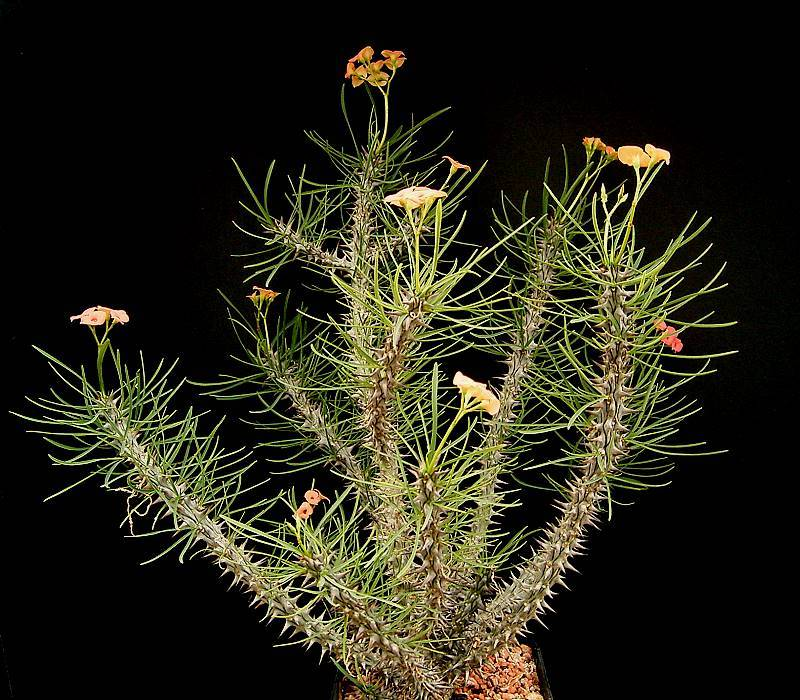
Detalle de la planta

## Descripción
Es una pequeña planta arbustiva suculenta y espinosa con ciatio terminal.

## Taxonomía
Euphorbia gottlebei fue descrita por Werner Rauh y publicado en Cactus and Succulent Journal 64(1): 15–18, f. 3–6, slide 2–6. 1992.
Etimología
Euphorbia: nombre genérico que deriva del médico griego del rey Juba II de Mauritania (52 a 50 a. C. - 23), Euphorbus, en su honor – o en alusión a su gran vientre –  ya que usaba médicamente Euphorbia resinifera. En 1753 Carlos Linneo asignó el nombre a todo el género.
gottlebei: epíteto otorgado en honor de Gunter Gottlebe, alemán residente en Madagascar que recolectó la planta tipo.